# Akka (mitologia)

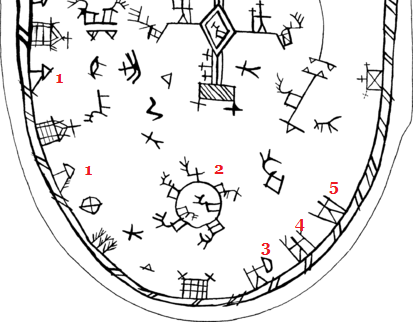
Dettaglio di un tamburo Sami con cinque tradizionali motivi evidenziati e di cui ai numeri 3, 4 e 5 sono raffigurati i nomi Sáráhkká, Juoksáhkká e Uksáhkká

Akka è una divinità femminile comune in diverse mitologie ugro-finniche. La sua figura si distingue in molti nomi e sfaccettature, dei quali le più simili si ritrovano in tre mitologie specifiche: quella finlandese, quella estone e quella sami.

## Mitologia finlandese
Nella mitologia finlandese Akka ("vecchia signora") è la controparte femminile (o moglie) del dio Ukko ed è la dea della fertilità femminile, della forza e della sessualità. 

Akka era anche la dea invocata per ottenere la magia dallo sviluppo della terra e nella canalizzazione delle acque.

## Mitologia estone
Nella mitologia estone è conosciuta come Maan-Emo (oppure Maaemä, "madre terra") ed è la consorte di Uku (il nome estone del dio Ukko). È la dea della fertilità femminile e della fortuna nella caccia. Come dea della fertilità o della fortuna nella caccia veniva invocata per ottenere un buon risultato e veniva indicata nella forma di un grappolo di bacche del sorbo.
Maan-Emo è anche madre (ed Uko è il padre) di Kõu (divinità del tuono) e di Pikne (divinità del fulmine e della luce). 

Pikne inoltre è considerato la divinità propiziatrice della pioggia e della fertilità del suolo.

## Mitologia sami
Nella mitologia sami viene indicata con il nome di Madderakka (oppure Madder-Akka, "Vecchia della Terra"), che corrisponde alla dea responsabile del benessere del bambino dalla nascita in poi. 
- Maderakka è sposata con il dio Madderatcha che è colui che inserisce le anime nelle piccole creature e gli dà vita[6].

Madderakka ha tre figlie che sono le divinità tutelari delle donne.
- Juksakka (oppure Juks-Akka od anche Juoksáhkká "Vecchia dell'arco"), protettrice della nascita, è in grado di modificare il sesso del bambino[8];
- Sarakka (oppure Sar-Akka od anche Sáráhkká "Vecchia del fuoco"), aiuta le donne nel lavoro ed offre sostegno, comodità e conforto[9];
- Uksakka (oppure Uka-Akka od anche Uksáhkká, "Vecchia della porta"), protettrice del neonato, dalle sue malattie e dai guai[10].

## Mitologia careliana
Nella mitologia careliana è conosciuta come moglie di Wko (Ukko) e prende il nome di Rauni. Si avvicina alle credenze delle altre mitologie anche per il fatto che quando ha contatti con Wko scende la pioggia da nord propiziando l'agricoltura.

## Altri nomi della divinità
Altri nomi collegati a questa divinità sono: Maa-Emoinen, Ravdna e Roonikka.